# ハッピー・サイエンス・ユニバーシティ
ハッピー・サイエンス・ユニバーシティ（英語:Happy Science University）は、2015年に宗教法人幸福の科学が設置した日本の私塾である。学校法人幸福の科学学園が設置を目指した4年制大学「幸福の科学大学」が不認可になったために学位の取れない私塾として開校した。大学卒業の学位（学士）の授与はできないため、卒業してもいわゆる「大卒」扱いにはならない。略称はHSU。

## 概要
学校法人幸福の科学学園並びにその母体である「幸福の科学」は、2015年に千葉県に「幸福の科学大学（仮称）」を開学することを計画した。2014年4月、設立の認可を文部科学省直轄の大学設置・学校法人審議会に申請した。
しかし2014年10月、文部科学省の大学設置審議会は、科学的根拠合理性が立証できていない大川隆法の『霊言（霊言集）』は、学問の要件を満たしているとは認められないため、学校教育法第83条第1項に反していること、大学設置基準第19条第1項の「体系的に教育課程を編成する」、及び同条第2項の各要件を満たしているものとは認められないとし、大学設置が不可とされた。これに対し幸福の科学学園は異議申し立てを行ったが文部科学省より却下された。
2015年、引き続き文科省に抗議を行うとともに幸福の科学大学を私塾として開設し、名称を「ハッピー・サイエンス・ユニバーシティ」とした。入学定員240名のところ260名の入学者を集めた。2015年4月9日に入学式を行い、開校した。
2014年の大学としての認可審査の過程で、科学的合理性が立証されていない大川隆法の霊言などを教育の根底にすえていることや、下村博文文部科学大臣の霊言書を出版したり、審議会委員に大川の著作が大量に送られたこと、学校法人幸福の科学学園幹部から文科省職員に対して脅迫めいた言動があったことを不正行為と判断し、文科省は2019年10月31日までの5年間、大学としての設置を認可しないことを決めた。
萩生田光一文部科学大臣は、認可審査中に、幸福の科学側に対して助言を行ない、文科相側との仲介役を果たしていた。2020年2月5日の参議院予算委員会で、萩生田文科相は、学園に助言したことを認めたが、教団からの選挙応援や献金は否定した。
2019年10月、ハッピー・サイエンス・ユニバーシティのキャンパスに、4学部と大学院を設置する計画を立て、文科省に再度「幸福の科学大学（仮称）」の設置認可を申請した。同年11月13日、大学設置・学校法人審議会に諮問されることとなった。しかし「審査の過程で目指す教育が難しくなるとの考えに至った」として、2020年7月に幸福の科学学園側から申請を取り下げた。将来の再申請については「教育研究のさらなる実績を積み重ねつつ、適切な時期に」検討するという。

## 基礎データ

### 所在地
- 長生キャンパス - 千葉県長生郡長生村一松丙4427-1（北緯35度23分57.8秒 東経140度23分14.2秒 / 北緯35.399389度 東経140.387278度）
- 未来創造・東京キャンパス - 東京都江東区南砂2-6-5（北緯35度40分21.46秒 東経139度49分11.32秒 / 北緯35.6726278度 東経139.8198111度）

未来創造学部4年制の2年次以降、2年制の1・2年次

### 建学の精神
幸福の探究と新文明の創造

### 創立者
大川隆法

## 年表
- 2008年4月、31ヘクタールの土地を幸福の科学が取得[3]。
- 2013年6月、幸福の科学大学の設置認可についての反対の意見を文部科学省に提出することが長生村議会で全会一致で可決される[26]。
- 2013年10月31日 校舎の起工式を行う。
- 2014年3月27日 文部科学省に設置認可申請をする。
- 2014年10月29日 大学設置・学校法人審議会が幸福の科学大学設置を不可とする。
- 2014年11月7日 下村博文文部科学大臣に大学設置不認可への異議申し立てをするも却下となる。
- 2014年12月10日 同校をハッピー・サイエンス・ユニバーシティとして開設することを告知。
- 2015年4月9日 第一期生の入学式があり開校。
- 2015年8月 江東区南砂にキャンパス用の建物を取得（2017年以降からキャンパスとして使用）。
- 2016年4月 経営成功学部未来創造コースが独立、未来創造学部を設置。
- 2019年4月 人間幸福学部国際人養成短期課程を設置。

## 教育
開校当時の2015年では、人文科学系、社会科学系、自然科学系の4学部で、4年制大学と同様に4年間で124単位以上を履修する。創立者の精神を学ぶ科目（4単位）が設けられている。新入生は定員480人の学生寮に全員入寮し、2年生より外部からの通学も認める。

### 学部
2022年募集人数を併記

#### 文系学部
- 人間幸福学部 90人
  - 人間幸福コース
  - 国際コース
- 経営成功学部 75人
- 未来創造学部 65人
  - 政治・ジャーナリズム専攻コース
  - 芸能・クリエーター部門専攻コース

#### 理系学部
- 未来産業学部 60人

#### 短期課程
- 人間幸福学部国際人養成短期課程（通信・通学）
- 経営成功学部短期特進課程
  - 経営成功コース
  - 未来産業コース
- 未来創造学部短期特進課程

#### アドバンストコース（大学院に相当）
- 未来産業学部アドバンストコース

## 教員

### 人間幸福学部
- 千田要一 （精神科医、心理学者）
- 佐々木秀憲 （美術史家）

### 未来産業学部
- 渡辺達夫 （農芸化学者）

## 卒業生
- 梅崎快人 （未来創造学部四年部1期生、2019年卒業）
- 雲母 (女優) （未来創造学部短期特進課程1期生、2018年卒業）

## ギャラリー

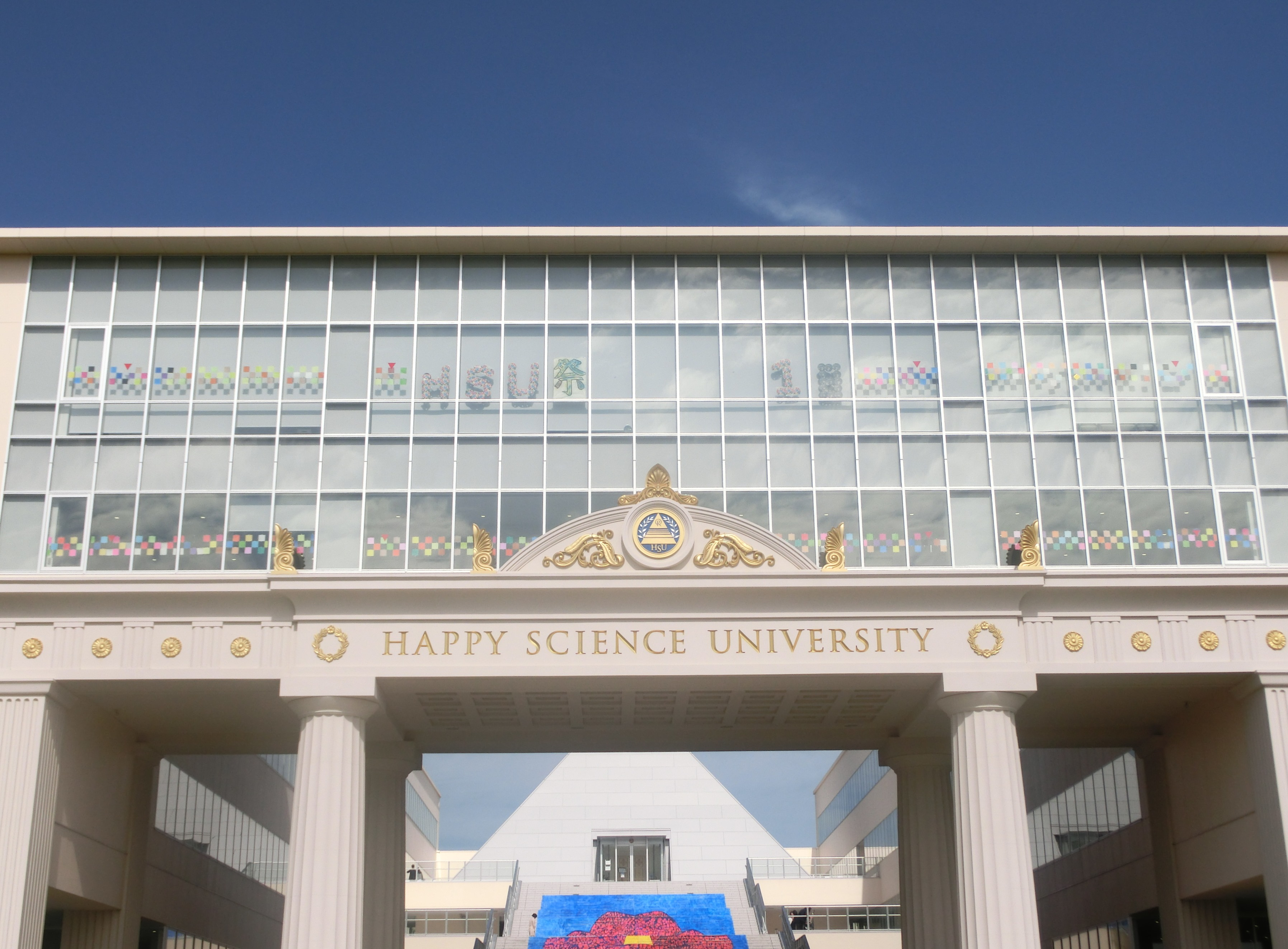
校舎
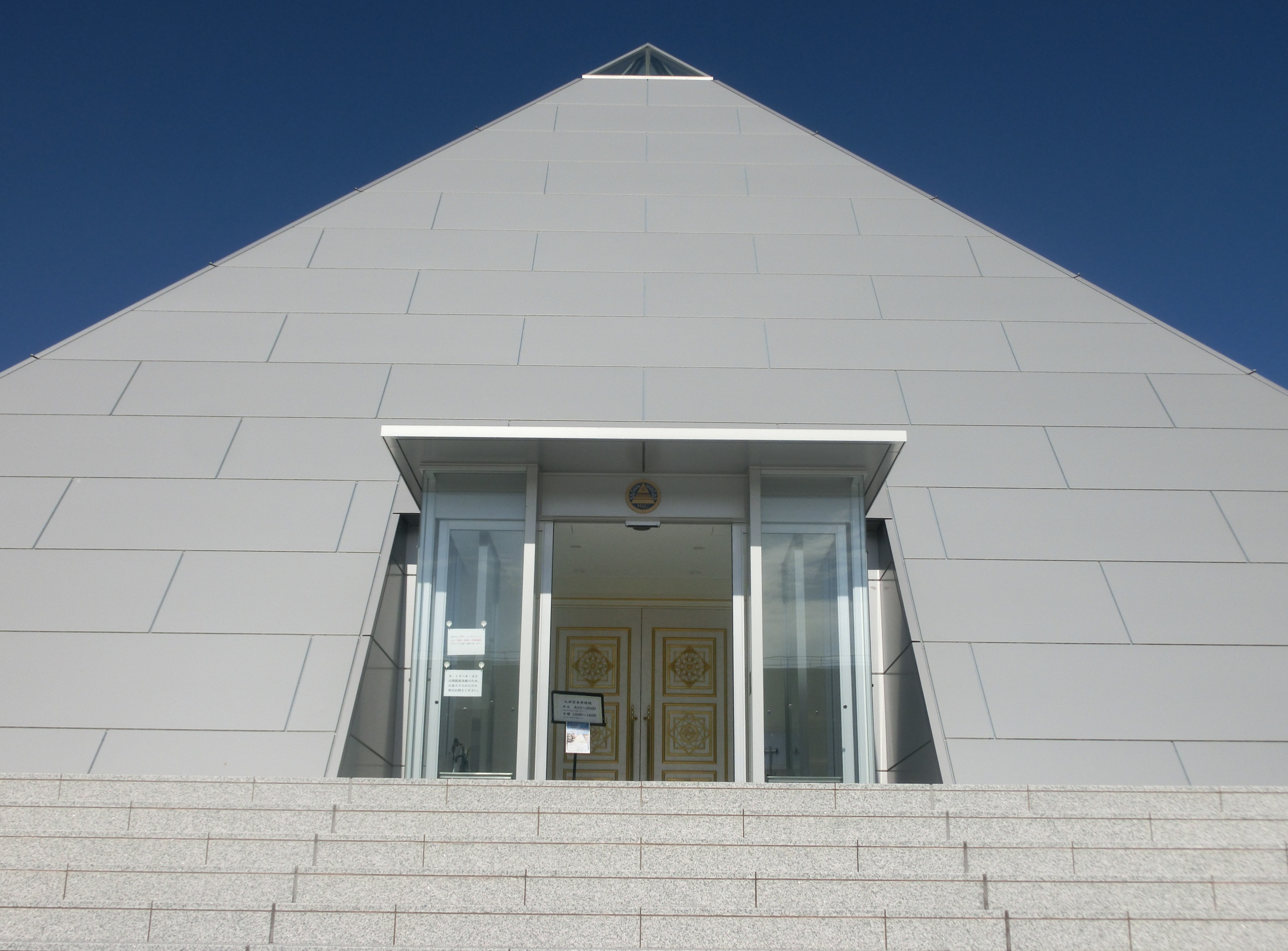
校舎奥の礼拝堂
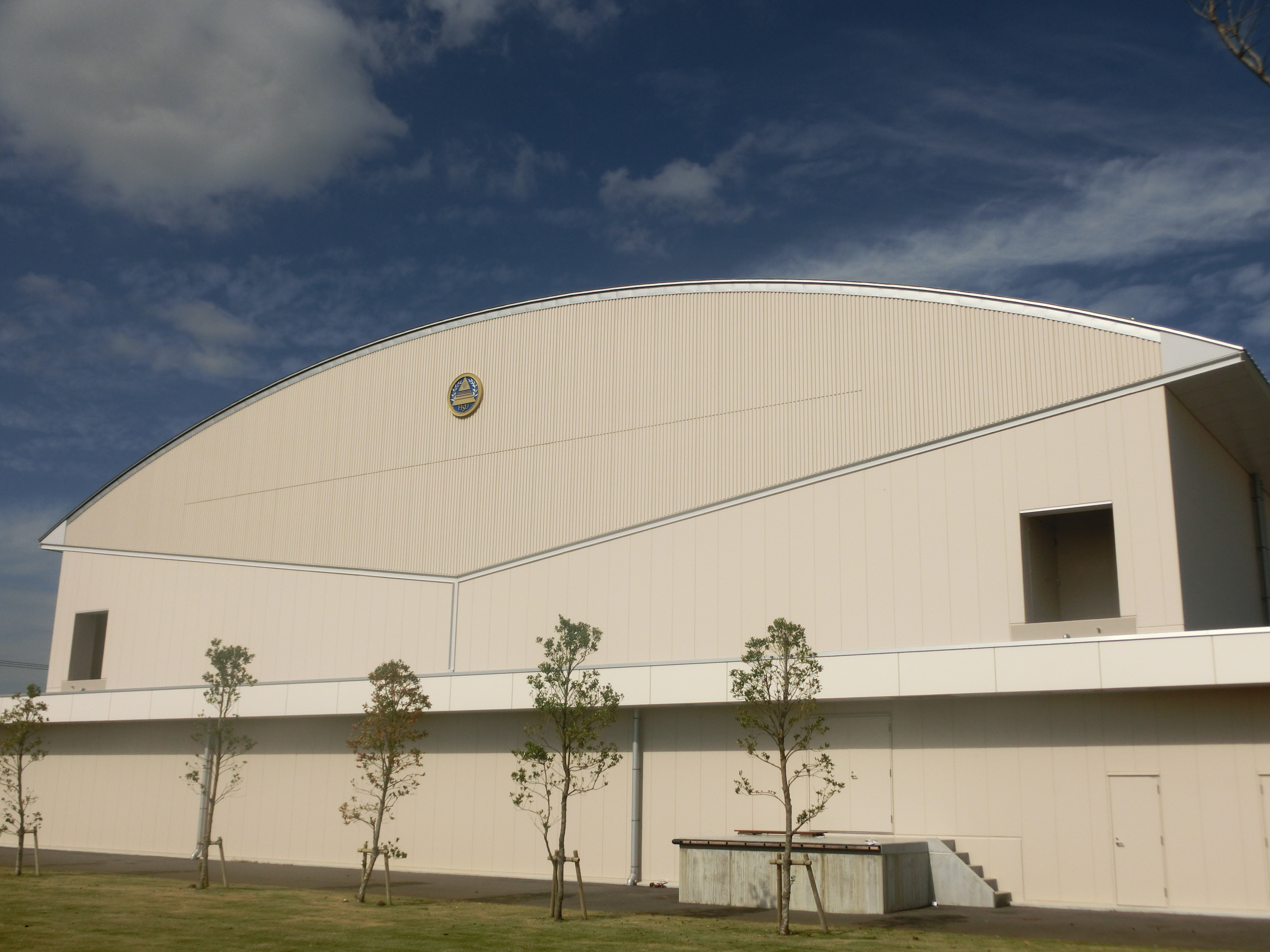
講堂兼体育館
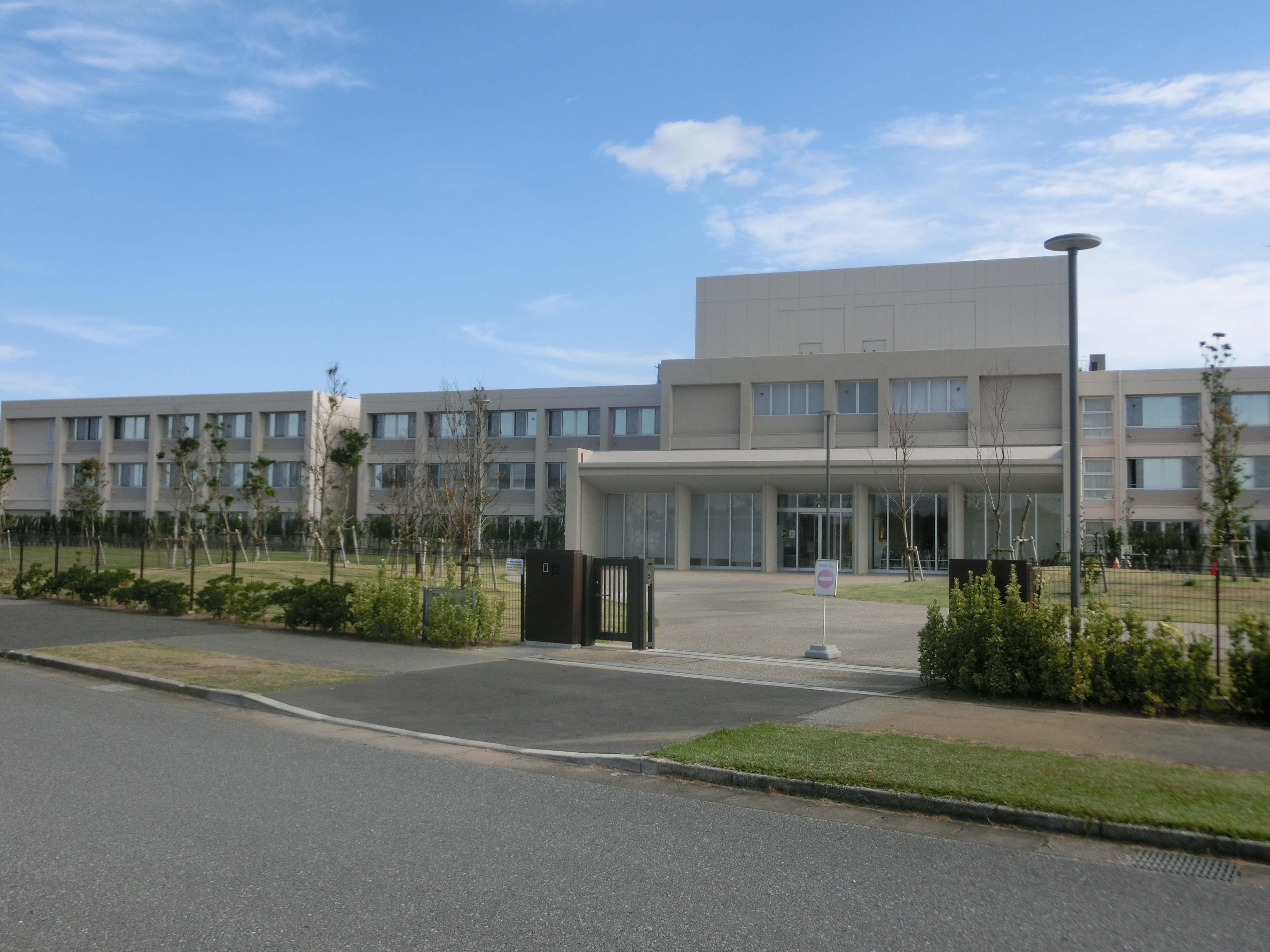
学生寮
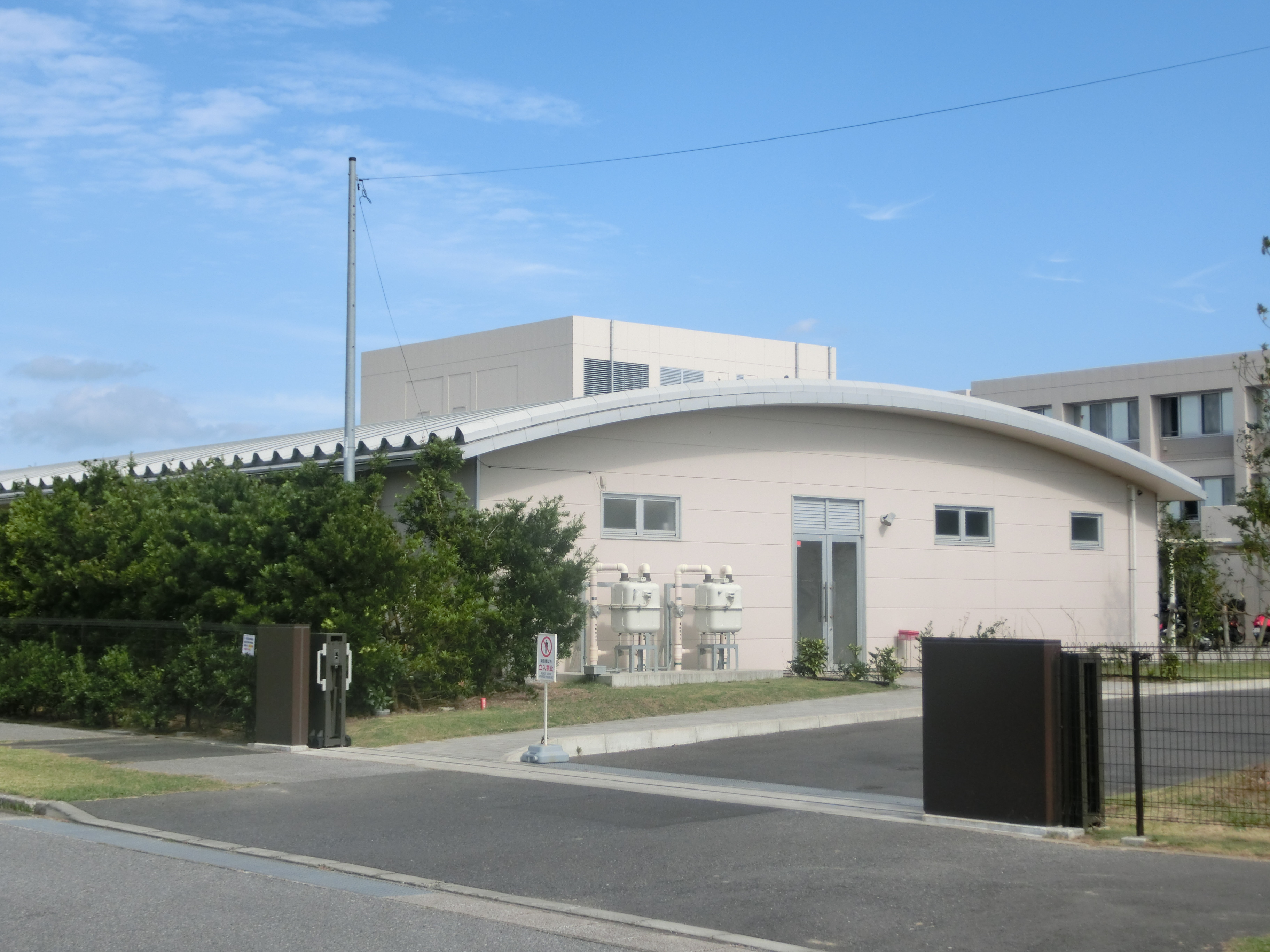
学生会館
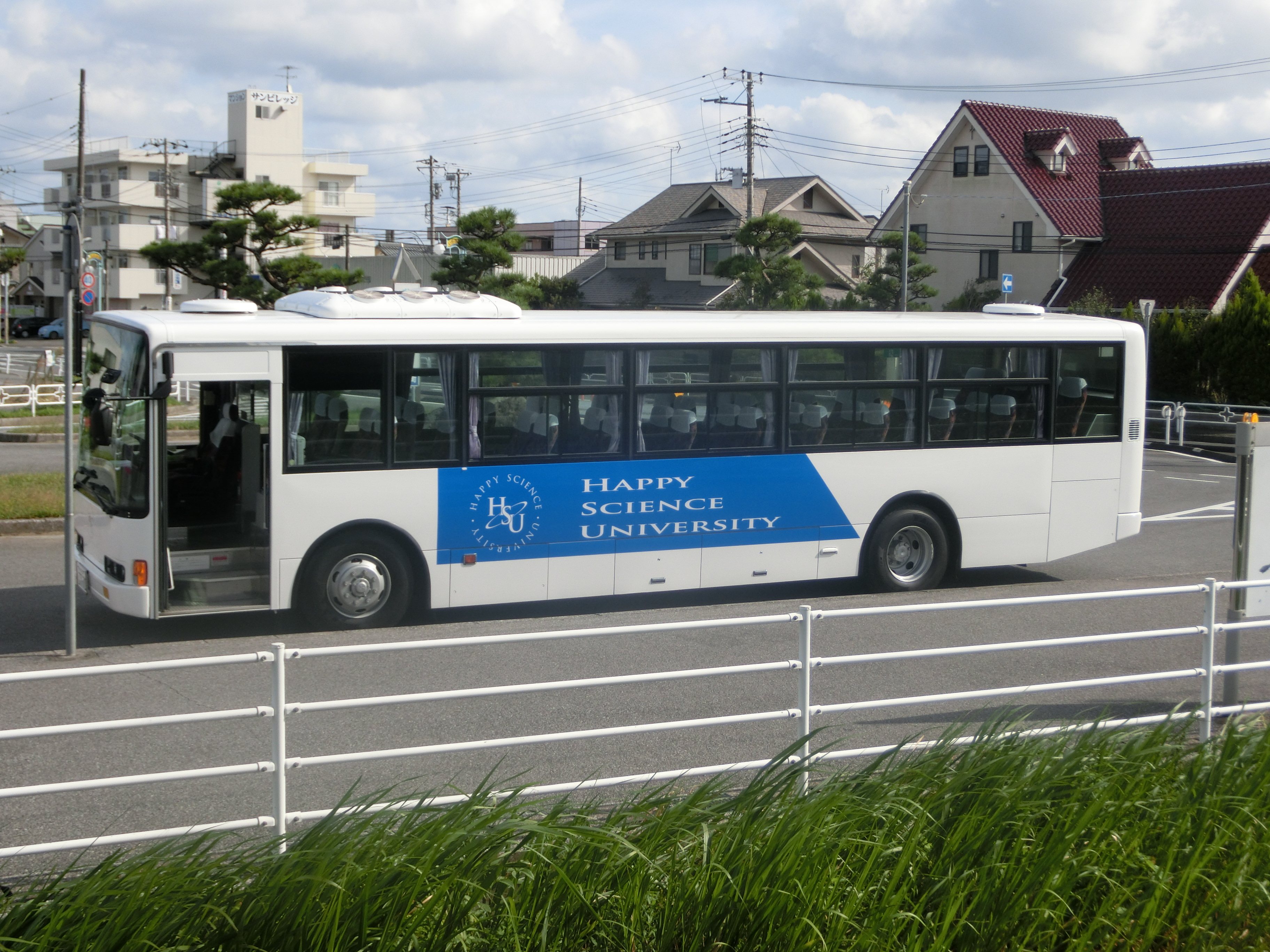
スクールバス
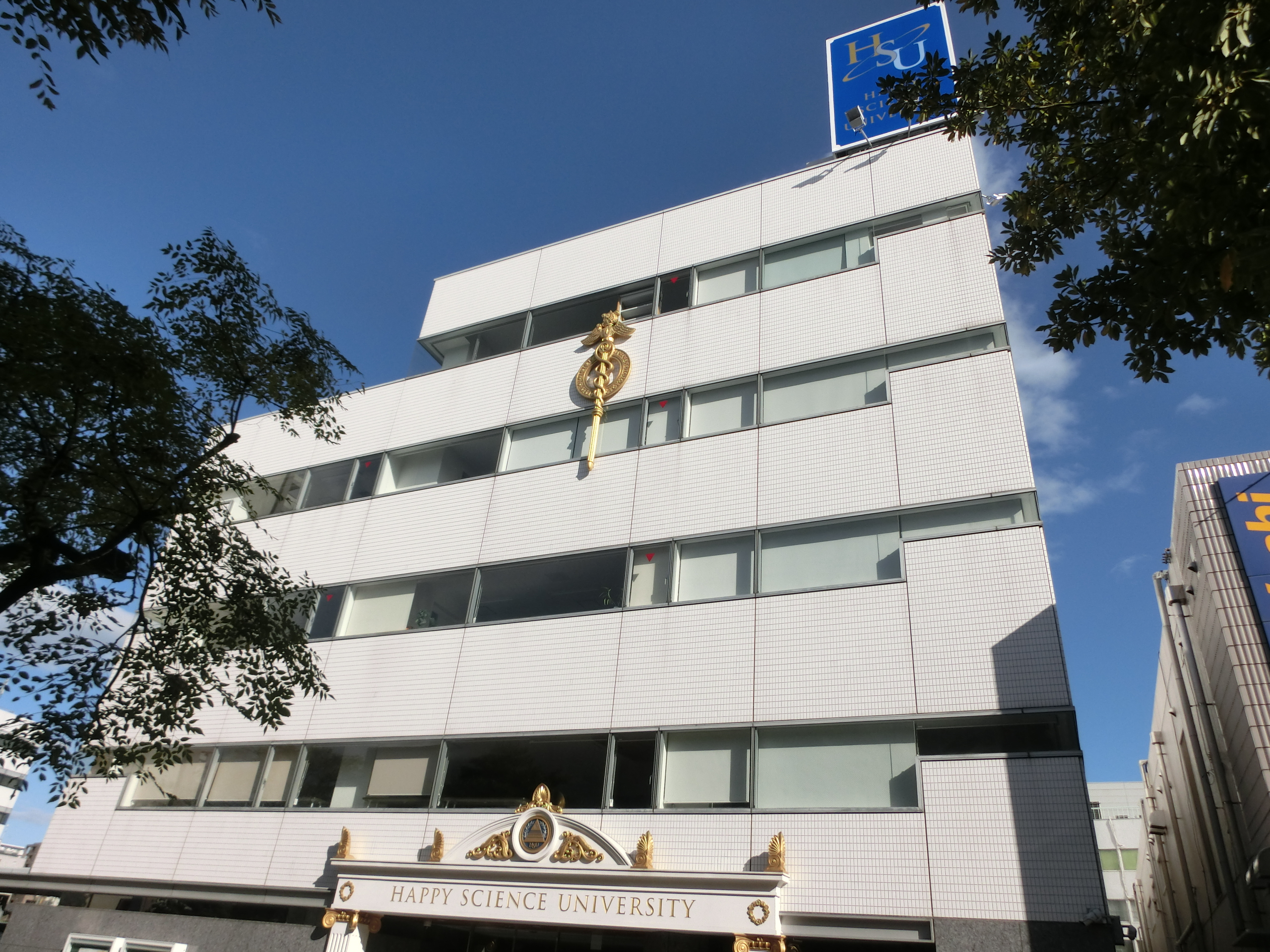
東京キャンパス